# Lipovka (Deštná)
Lipovka (do roku 1948 Štilfrýdov, německy Stillfriedsdorf) je malá vesnice, část města Deštná v okrese Jindřichův Hradec v Jihočeském kraji. Nachází se asi 3,5 kilometru severozápadně od Deštné. Lipovka je také název katastrálního území o rozloze 2,43 km².

## Historie
Lipovka byla založena pod názvem Štilfrýdov roku 1794 baronem Ignazem Stillfriedem.

## Obyvatelstvo
| Rok            | 1869 | 1880 | 1890 | 1900 | 1910 | 1921 | 1930 | 1950 | 1961 | 1970 | 1980 | 1991 | 2001 | 2011 | 2021 |
| -------------- | ---- | ---- | ---- | ---- | ---- | ---- | ---- | ---- | ---- | ---- | ---- | ---- | ---- | ---- | ---- |
| Počet obyvatel | 126  | 130  | 119  | 167  | 147  | 136  | 115  | 109  | 101  | 93   | 80   | 57   | 35   | 42   | 29   |
| Počet domů     | 27   | 29   | 29   | 27   | 27   | 26   | 26   | 26   | 26   | 25   | 25   | 24   | 27   | 27   | 27   |

## Obecní správa
Při sčítání lidu v letech 1850–1960 Lipovka byla osadou obce Březina, se kterým patřila nejprve do okresu Pelhřimov, ale v letech 1900–1950 v okrese Kamenice nad Lipou. V letech 1961–1975 byla samostatnou obcí v okrese Jindřichův Hradec. Od 1. ledna 1976 je částí města Deštná v okrese Jindřichův Hradec.

## Další fotografie

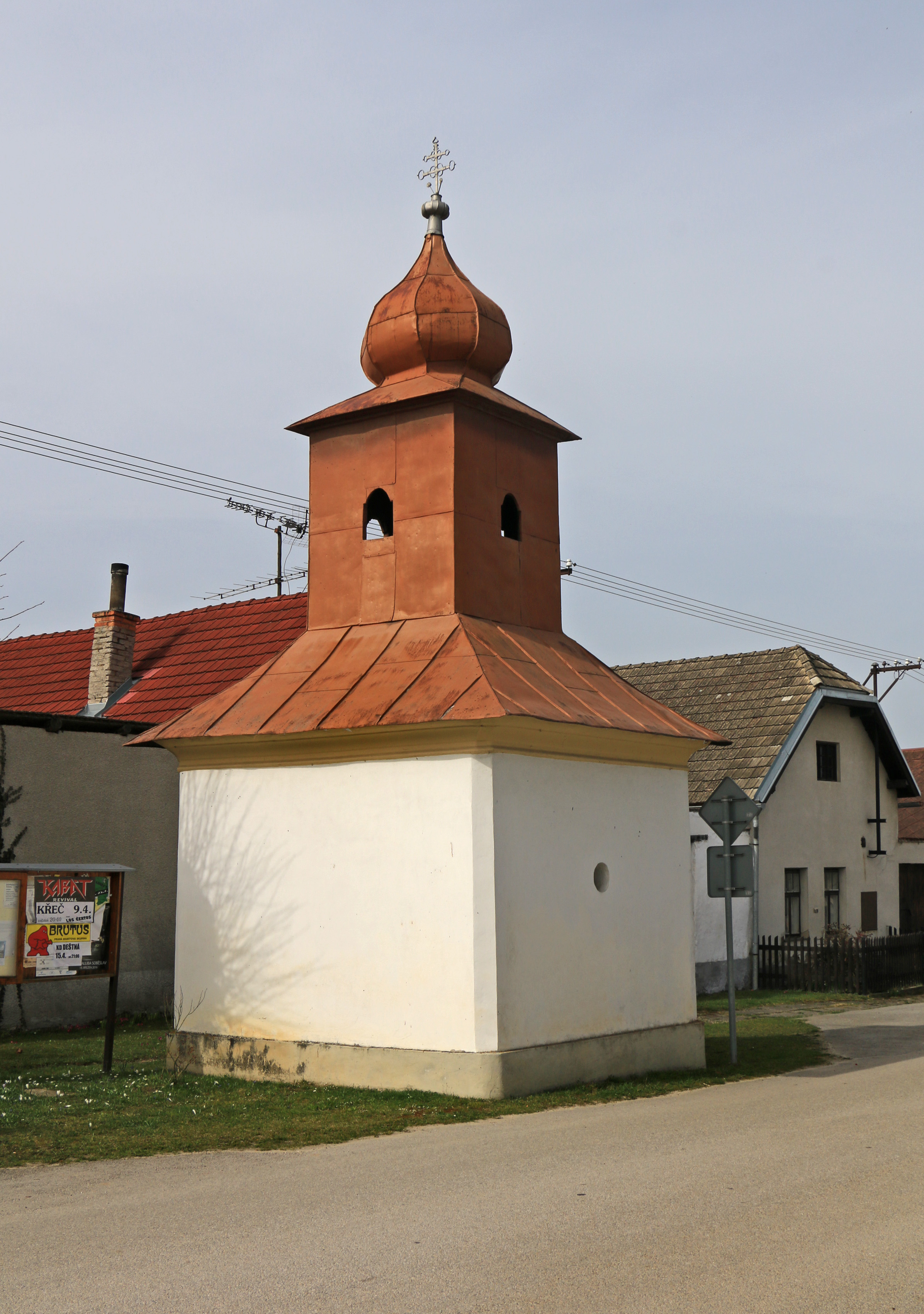
Kaple u hlavní silnice
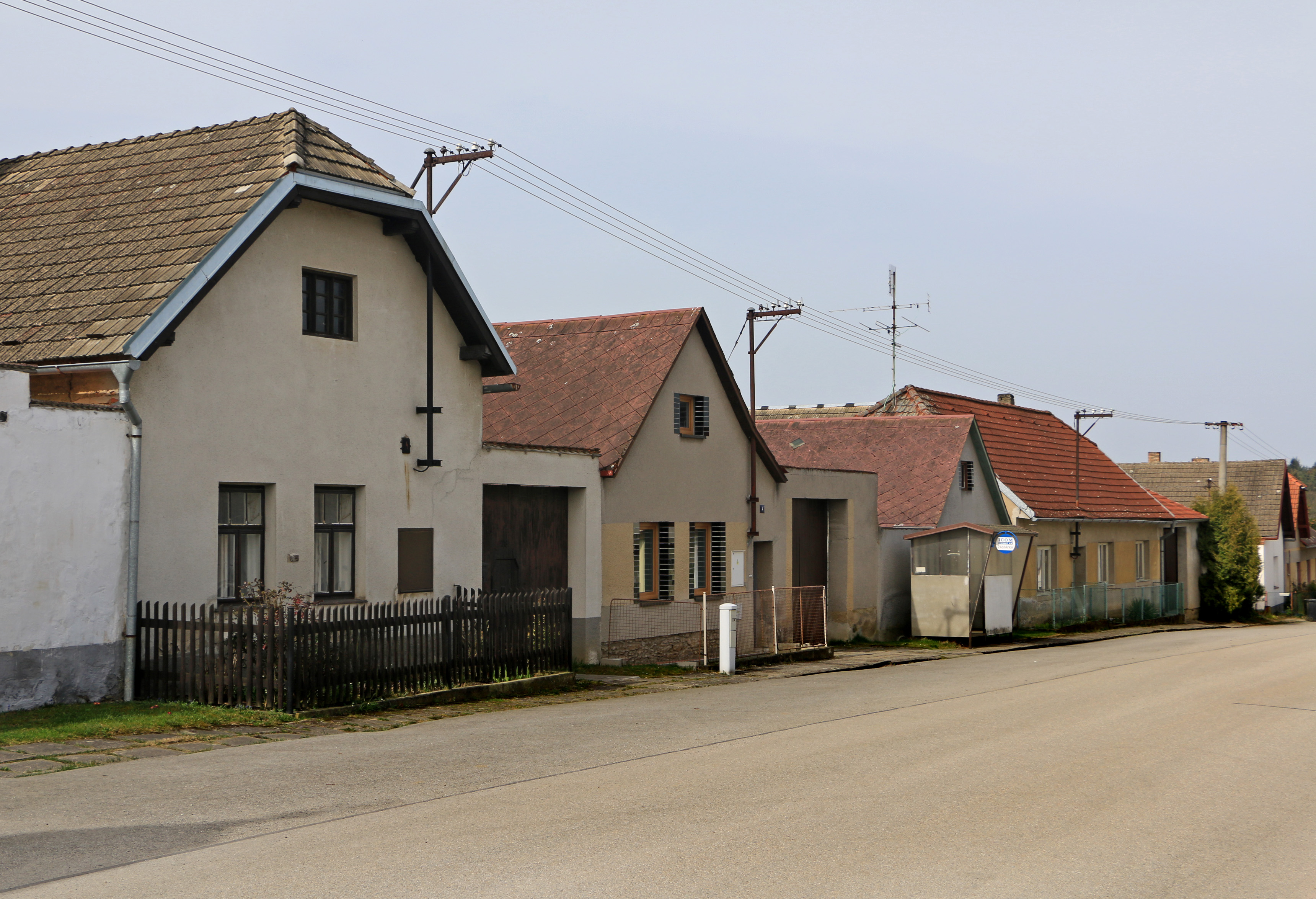
Hlavní silnice a zastávka
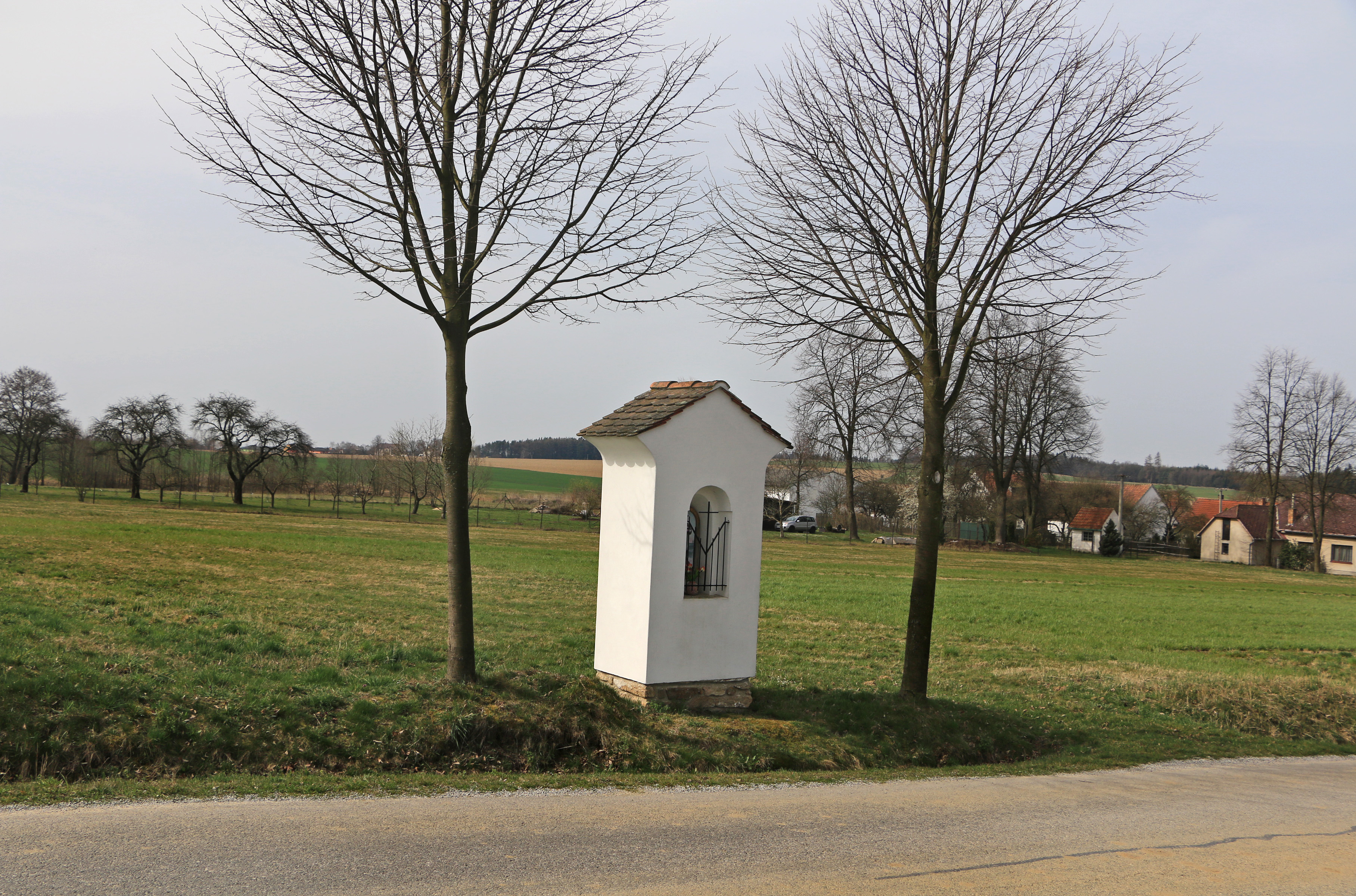
Kaplička na jihu vesnice